# Alkersleben
Alkersleben è un comune di 305 abitanti della Turingia, in Germania.
Appartiene al circondario dell'Ilm (targa IK) ed è parte della comunità amministrativa (Verwaltungsgemeinschaft) di Riechheimer Berg.